# Härold

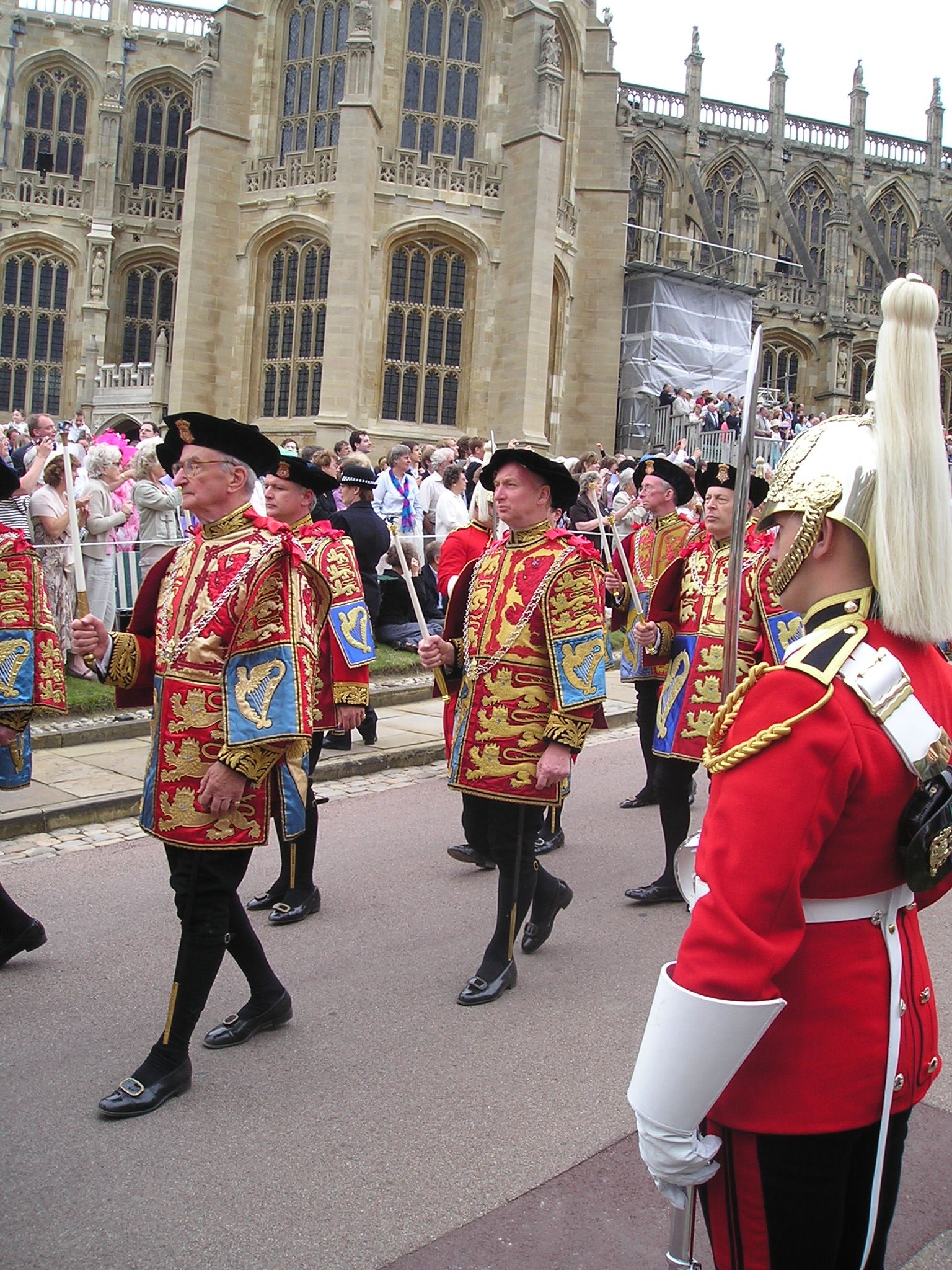
Härolder i sina häroldskåpor i procession till St. George's Chapel, Windsor, för Strumpebandsordens årliga gudstjänst 2006.

En härold var ursprungligen en funktionär vid tornerspel, ansvarig för att registrera och övervaka deltagarnas vapensköldar (därav "heraldik"). Härolden bar sin furstes vapen på sin häroldskåpa och ansvarade för den heraldiska undervisningen vid hans hov. 
När tornerspel blev allt ovanligare fick härolden en mer ceremoniell roll som utropare av kungörelser och budbärare. En person som ägnar sig åt heraldik men inte åt häroldens övriga uppgifter kallas heraldiker. 

## Ursprung
Heraldiska vapen började användas av furstar under 1100-talets första hälft men härolderna, som gett vetenskapen dess namn, är kända först från slutet av seklet. Ursprungligen var härolden en underhållare med uppgift att utlysa tornerspel och presentera deltagarna på ett så engagerande sätt som möjligt. Den tidens härold kan jämföras med dagens sportkommentatorer.
Under 1200-talet vidgades häroldernas uppgifter i och med att de börjar anteckna de deltagande riddarnas vapensköldar i särskilda vapenböcker. Den äldsta är från 1244, och sedan följer en rad bevarade vapenböcker från England, Frankrike och det Tysk-romerska riket. Tornerspel hade då ägt rum i drygt 150 år och härolder funnits som utropare i minst 75 år. De hade fått en högre status och ingick i den grupp som organiserade tornerspelen. Från tornerspel är det inte långt till andra offentliga festligheter. Eftersom allt det vi idag anser vara privat (födelse, dop, bröllop, död och begravningar) under medeltiden var en offentlig handling för de styrande måste alla dessa tillställningar visas upp för folket. Härolderna kallades in som arrangörer och kom därmed att befinna sig i hovet. Under 1300-talet blev deras plats här allt mer synlig och härolderna började nu skiljas ut från övriga underhållare som sångare, akrobater och musiker.
När riddarordnar skapades vid hoven på 1400-talet blev härolderna en naturlig del av dem. Deras närvaro vid hoven och funktion som budbärare fördes också in härolderna på ett annat utvecklingsspår – diplomatens. Ett första steg togs när riddarna överförde tornerspelens färgprakt till slagfältet. Befälhavarna behövde då kunskapare som kunde identifiera anförares baner och enskilda riddares vapensköldar. I en tid där modet och äran hölls högt var det viktigt att veta vilka riddare som utmärkte sig under själva striden. Som kunskapare var de betrodda som budbärare, en uppgift de delade med präster, lägre väpnare och skrivare. Snart kom härolden att vara den vanligaste budbäraren och det infördes lagar som skyddade honom på hans resor. Under 1300-talet var härolderna budbärare mellan furstar men fram mot 1400-talet blev de allt vanligare i ambassaderna och verkar också som förhandlare.

## Organisationen under medeltiden
Någon egentlig organisation av häroldsväsendet fanns inte förrän från 1400-talet, då Strumpebandsorden instiftades i England. Däremot fanns en hierarki som går tillbaka till 1200-talet. Den delar upp härolderna i Vapenkungar (chef), härolder (tjänstemän med ansvar över ett visst område) och persevanter (utbildade "lärlingar"). Den här uppdelningen gäller än idag i Skottland och England.

## Skandinavien
Vi känner inte till många skandinaviska härolder, men de fanns. Omkring ett dussin personer finns nämnda i källorna mellan 1350 och 1520. De förekommer i en rad sammanhang som visar att deras uppgifter liknade de som härolder på kontinenten utförde. Förutom de härolder som vi känner till från dokumenten, som alla har namn från skandinavisk geografi, kan ytterligare några ha existerat för vi har inga uppgifter om häroldsnamn som Fyn, Skåne, Gotland, Götaland, Finland och Estland. Det var kungarna av Kalmarunionen som instiftade det skandinaviska häroldsämbetet som ett led att skapa en central statsmakt.
I och med att Kalmarunionen upplöstes så splittrades också den häroldsorganisation som funnits. Under vasatiden finns inga kända härolder i Sverige. Däremot väcks ett genealogiskt intresse under 1550-talet som medför att heraldiska avbildningar tas med i släktuppteckningar. 

### Kända härolder i medeltida Norden
Till namn kända:
- Gerhard Grundis, känd 1363–1377. Danmarks härold. Tysk
- Simon Hendel, känd 1423. Härold över tre kungariken, Danmarks härold. Tysk
- Christian Bolland, känd 1464–1474. Persevant Själland.
- David Kock, känd 1490–1529. Vapenkungen Danmark. Skotte.
- Hans Frolegh, känd 1490–93. Persevant. Dansk.
- Johannes Broke, känd 1490–93. Persevant. Dansk.
- Bengt Svenske, känd 1510. Kanske härolden Sverige. Svensk.
- Thomas Lummesden, känd 1505–1528. Härold Själland. Skotte.
- Hans Jylland, känd 1516–1530. Härold Jylland. Dansk
- Hans/Johannes Hylgen (Illingen, Elgin), känd 1517–15. Härold. Skotte
- Franciscus de Medina, känd 1529–1553. Spanjor.

Okänd identitet
- Två persevanter i David Kocks sällskap 1510 i Frankrike
- Dansk härold i England 1457 på väg från Portugal
- Persevanten Lolland, känd 1458–1461
- Härolden Sverige, känd 1504, 1505.
- Härolden Själland, känd 1462
- Härolden Norge, känd 1508–1517

## Sverige

### Härolder
Från och med andra halvan av 1500-talet fanns i Sverige härolder med ceremoniella uppgifter, exempelvis som utropare vid kröningar.

Häroldskåpa från 1560.
Häroldskåpa från 1600-talets början.
Drabanter och härolder i Karl X Gustavs begravningtåg, 1660-talet.
Häroldskåpa för "kanslihärold" från 1800-talets början.
Ordnarnas härolder och riddare i Karl XIV Johans begravningståg, 1844.

Med införandet att de svenska riddarordnarna 1748 inrättades häroldsämbeten vid de olika ordnarna med uppgifter vid ordensceremonierna. 1780 skapade Gustaf III ämbetet Rikshärold, detta ämbete fortlevde fram till ordensreformen 1974.

### Heraldiker
1734 skapades Riksheraldikerämbetet med ansvar för heraldiska frågor, alltså inte med ansvar för rikets Härold. 1953 upphörde ämbetet och uppgifterna flyttades till Riksarkivet och den nya tjänsten statsheraldiker.
Riksheraldiker 1734–1809
- 1734–1765† Conrad Ludvig Transchiöld
- 1768–1772† Daniel Tilas
- 1773–1809 Anders Schönberg

Riksheraldiker 1809–1953 (under Ecklesiastikdepartementet)
- 1809–1829† Jonas Carl Linnerhielm
- 1829–1855† Niklas Joakim af Wetterstedt
- 1855–1880† August Wilhelm Stiernstedt
- 1880–1903† Carl Arvid Klingspor
- 1903–1931 Adam Lewenhaupt
- 1931–1953 Harald Gustaf Fleetwood

Statsheraldiker vid Riksarkivet 1953–
- 1953–1955  Gunnar (C.G.U.) Scheffer tf.
- 1955–1975  Gunnar (C.G.U.) Scheffer
- 1975       Lars-Olof Skoglund tf.
- 1975–1981  Jan von Konow
- 1981–1983  Bo Elthammar tf.
- 1983–1999  Clara Nevéus
- 1999–2022 Henrik Klackenberg
- 2022–     Davor Zovko

## Etymologi

### Härold
Ordet härold nämns första gången i ett franskt poem från omkring 1170, där en härold kallas för héraut d'armes. Ursprunget finns troligen i det forngermanska ordet hairwald/t som ungefär betyder: den som sköter armén. Den forngermanska ordstammen "hari" finns kvar i ordet här (armé) och "wald" betyder överse, kontrollera. Ordet härold har därmed sannolikt samma historia som namnen Heriold från gammalsaxiska och nordiskans Harald. En annan förklaring till ordet är att det härstammar från forntyskans haren, utropare. Men denna förklaring kan inte förklara ordstammen wald/t.
Begreppet skulle ursprungligen inneburit att härolden var en militär befälhavare. När titeln förekommer under 1100-talet har den inte alls denna betydelse. Istället menar samtiden att härolden var en utropare och vapenkännare. Det sannolika är att den forntyska användningen av titeln med tiden har fått allt lägre anseende för att mot 1000- talet helt ha förlorat sin ursprungliga betydelse.

### Vapenkung
Den medeltida teatern spelade ofta stycken där karaktärerna var bestämda, och det var vanligt att gycklare hade särskilda öknamn. I England, där titeln vapenkung uppkom, fanns exempelvis gycklartitlar som May King and Queen, Boybishop och Lord of Misrule. Benämningen King of Arms, vapenkung, uppkommer under samma tid och i samma miljö och har troligen sitt ursprung i den tidens underhållningsvärld.

### Persevanter
Persevanter var lärlingar och skulle därför bistå härolden i dennes sysslor. Persevant kommer från franskas porsuivant, av poursuivre "följa efter".

### Webbkällor
- Wasling, Jesper (28 juni 2007). ”Riksheraldikerämbetet - En svensk institution sedan 1734”. Svenska heraldiska föreningen. Arkiverad från originalet den 19 mars 2012. https://web.archive.org/web/20120319075514/http://www.heraldik.se/artiklar/riks1.html. Läst 21 juni 2011.
- ”Heraldiska nämnden”. riksarkivet.se. http://www.riksarkivet.se/default.aspx?id=1269&ptid=0. Läst 21 juni 2011.